# Пријатељско оговарање
„Пријатељско оговарање” је југословенски ТВ филм из 1971. године. Режирао га је Драгољуб Шварц а сценарио је написао Михаил Марушевски.

## Улоге
| Глумац       | Улога |
| ------------ | ----- |
| Вања Драх    |       |
| Драго Крча   |       |
| Јосип Мароти |       |
| Миња Николић |       |